# Marathon van Parijs 2016
De marathon van Parijs 2016 werd gelopen op zondag 3 april 2016. Het was de 40e editie van deze marathon. Het evenement werd gesponsord door Schneider Electric.
De overwinning bij de mannen ging naar de Keniaan Cyprian Kotut. Met zijn winnende 2:07.11 bleef hij ruim boven het parcoursrecord van 2:05.03 uit 2014. Zijn landgenote Visiline Chepkesho won de wedstrijd bij de vrouwen in 2:25.53.
Een recordaantal van 41.708 lopers finishte het evenement, waarvan 31.624 mannen en 10.084 vrouwen.

## Uitslagen

### Mannen
| rang   | naam              | land | tijd    |
| ------ | ----------------- | ---- | ------- |
| Goud   | Cyprian Kotut     | KEN  | 2:07.11 |
| Zilver | Laban Korir       | KEN  | 2:07.29 |
| Brons  | Stephen Chemlany  | KEN  | 2:07.37 |
| 4      | Micah Kogo        | KEN  | 2:08.03 |
| 5      | Abraha Gebresadik | ETH  | 2:08.17 |
| 6      | Alfers Lagat      | KEN  | 2:08.28 |
| 7      | Yitayal Atnafu    | ETH  | 2:08.53 |
| 8      | Luka Kanda        | KEN  | 2:09.29 |
| 9      | Bernard Koech     | KEN  | 2:11.31 |
| 10     | Felix Kiprotich   | KEN  | 2:12.16 |
| 11     | Elijah Kemboi     | KEN  | 2:13.21 |
| 12     | Gilbert Yegon     | KEN  | 2:14.18 |
| 13     | Timothee Bommier  | FRA  | 2:15.38 |
| 14     | Benjamin Malaty   | FRA  | 2:16.16 |
| 15     | Simon Munyutu     | FRA  | 2:19.12 |
| 16     | Tomonori Sakamoto | JPN  | 2:20.07 |
| 18     | Alban Chorin      | FRA  | 2:22.32 |

### Vrouwen
| rang   | naam                | land | tijd    |
| ------ | ------------------- | ---- | ------- |
| Goud   | Visiline Chepkesho  | KEN  | 2:25.53 |
| Zilver | Gulume Chala        | ETH  | 2:26.14 |
| Brons  | Dinknesh Tefera     | ETH  | 2:28.11 |
| 4      | Rebecca Chesire     | KEN  | 2:31.28 |
| 5      | Yebergual Melesse   | ETH  | 2:32.06 |
| 6      | Mari Ozaki          | JPN  | 2:32.44 |
| 7      | Sule Utura          | ETH  | 2:34.08 |
| 8      | Sarah Klein         | AUS  | 2:34.08 |
| 9      | Emma-Linda Quaglia  | ITA  | 2:35.52 |
| 10     | Martha Komu         | FRA  | 2:38.34 |
| 11     | Hanna Vandenbussche | BEL  | 2:38.35 |
| 12     | Zenash Gezmu        | ETH  | 2:43.01 |
| 13     | Mitsuko Ino         | JPN  | 2:43.32 |
| 14     | Barbara Sanchez     | IRL  | 2:46.24 |
| 15     | Gabriela Traña      | CRC  | 2:49.17 |
| 17     | Diane Wolf          | FRA  | 2:52.22 |

1976 ·
1977 ·
1978 ·
1979 ·
1980 ·
1981 ·
1982 ·
1983 ·
1984 ·
1985 ·
1986 ·
1987 ·
1988 ·
1989 ·
1990 ·
1991 ·
1992 ·
1993 ·
1994 ·
1995 ·
1996 ·
1997 ·
1998 ·
1999 ·
2000 ·
2001 ·
2002 ·
2003 ·
2004 ·
2005 ·
2006 ·
2007 ·
2008 ·
2009 ·
2010 ·
2011 · 
2012 · 
2013 ·
2014 ·
2015 ·
2016 ·
2017